# Thenay, Indre

Thenay este o comună în departamentul Indre, Franța. În 1 ianuarie 2022 avea o populație de 897 de locuitori.